# Lista planetelor minore: 87001–88000
| Nume                                            | Denumire provizorie                             | Data descoperirii                               | Locul descoperirii                              | Descoperitor(i)                                 |                                                 |                                                 |                                                 |                                                 |                                                 |                                                 |                                                 |                                                 |                                                 |                                                 |                                                 |                                                 |                                                 |                                                 |                                                 |                                                 |                                                 |                                                 |                                                 |                                                 |                                                 |                                                 |                                                 |                                                 |                                                 |                                                 |                                                 |                                                 |                                                 |                                                 |                                                 |                                                 |                                                 |                                                 |                                                 |                                                 |                                                 |                                                 |                                                 |                                                 |                                                 |                                                 |                                                 |                                                 |                                                 |
| 87001–87100 Lista planetelor minore/87001–87100 | 87001–87100 Lista planetelor minore/87001–87100 | 87001–87100 Lista planetelor minore/87001–87100 | 87001–87100 Lista planetelor minore/87001–87100 | 87001–87100 Lista planetelor minore/87001–87100 | 87101–87200 Lista planetelor minore/87101–87200 | 87101–87200 Lista planetelor minore/87101–87200 | 87101–87200 Lista planetelor minore/87101–87200 | 87101–87200 Lista planetelor minore/87101–87200 | 87101–87200 Lista planetelor minore/87101–87200 | 87201–87300 Lista planetelor minore/87201–87300 | 87201–87300 Lista planetelor minore/87201–87300 | 87201–87300 Lista planetelor minore/87201–87300 | 87201–87300 Lista planetelor minore/87201–87300 | 87201–87300 Lista planetelor minore/87201–87300 | 87301–87400 Lista planetelor minore/87301–87400 | 87301–87400 Lista planetelor minore/87301–87400 | 87301–87400 Lista planetelor minore/87301–87400 | 87301–87400 Lista planetelor minore/87301–87400 | 87301–87400 Lista planetelor minore/87301–87400 | 87401–87500 Lista planetelor minore/87401–87500 | 87401–87500 Lista planetelor minore/87401–87500 | 87401–87500 Lista planetelor minore/87401–87500 | 87401–87500 Lista planetelor minore/87401–87500 | 87401–87500 Lista planetelor minore/87401–87500 | 87501–87600 Lista planetelor minore/87501–87600 | 87501–87600 Lista planetelor minore/87501–87600 | 87501–87600 Lista planetelor minore/87501–87600 | 87501–87600 Lista planetelor minore/87501–87600 | 87501–87600 Lista planetelor minore/87501–87600 | 87601–87700 Lista planetelor minore/87601–87700 | 87601–87700 Lista planetelor minore/87601–87700 | 87601–87700 Lista planetelor minore/87601–87700 | 87601–87700 Lista planetelor minore/87601–87700 | 87601–87700 Lista planetelor minore/87601–87700 | 87701–87800 Lista planetelor minore/87701–87800 | 87701–87800 Lista planetelor minore/87701–87800 | 87701–87800 Lista planetelor minore/87701–87800 | 87701–87800 Lista planetelor minore/87701–87800 | 87701–87800 Lista planetelor minore/87701–87800 | 87801–87900 Lista planetelor minore/87801–87900 | 87801–87900 Lista planetelor minore/87801–87900 | 87801–87900 Lista planetelor minore/87801–87900 | 87801–87900 Lista planetelor minore/87801–87900 | 87801–87900 Lista planetelor minore/87801–87900 | 87901–88000 Lista planetelor minore/87901–88000 | 87901–88000 Lista planetelor minore/87901–88000 | 87901–88000 Lista planetelor minore/87901–88000 | 87901–88000 Lista planetelor minore/87901–88000 | 87901–88000 Lista planetelor minore/87901–88000 |
| ----------------------------------------------- | ----------------------------------------------- | ----------------------------------------------- | ----------------------------------------------- | ----------------------------------------------- | ----------------------------------------------- | ----------------------------------------------- | ----------------------------------------------- | ----------------------------------------------- | ----------------------------------------------- | ----------------------------------------------- | ----------------------------------------------- | ----------------------------------------------- | ----------------------------------------------- | ----------------------------------------------- | ----------------------------------------------- | ----------------------------------------------- | ----------------------------------------------- | ----------------------------------------------- | ----------------------------------------------- | ----------------------------------------------- | ----------------------------------------------- | ----------------------------------------------- | ----------------------------------------------- | ----------------------------------------------- | ----------------------------------------------- | ----------------------------------------------- | ----------------------------------------------- | ----------------------------------------------- | ----------------------------------------------- | ----------------------------------------------- | ----------------------------------------------- | ----------------------------------------------- | ----------------------------------------------- | ----------------------------------------------- | ----------------------------------------------- | ----------------------------------------------- | ----------------------------------------------- | ----------------------------------------------- | ----------------------------------------------- | ----------------------------------------------- | ----------------------------------------------- | ----------------------------------------------- | ----------------------------------------------- | ----------------------------------------------- | ----------------------------------------------- | ----------------------------------------------- | ----------------------------------------------- | ----------------------------------------------- | ----------------------------------------------- |

| Predecesor: 86001–87000 | Lista planetelor minore 87001–88000 Semnificații ale numelor: 87001–88000 | Succesor: 88001–89000 |